# Atletika na Letních olympijských hrách 2016 – skok vysoký ženy
 Skok do výšky žen na Letních olympijských hrách 2016 se uskutečnil od 18. do 20. srpna na Olympijském stadionu v Riu de Janeiru.

## Rekordy
Před startem soutěže byly platné rekordy následující:
| Světový rekord           | Stefka Kostadinovová (BUL) | 2,09 m | Řím, Itálie   | 30. srpen 1987   |
| Olympijský rekord        | Jelena Slesarenková (RUS)  | 2,06 m | Athény, Řecko | 28. srpen 2004   |
| Nejlepší výkon roku 2016 | Chaunté Loweová (USA)      | 2,01 m | Eugene, USA   | 3. červenec 2016 |

## Kalendář
Pozn. Všechny časy jsou v brazilském čase (UTC-3).
| Datum                  | Čas   | Kolo        |
| ---------------------- | ----- | ----------- |
| Čtvrtek 18. srpna 2016 | 10:00 | Kvalifikace |
| Sobota 20. srpna 2016  | 20:30 | Finále      |

## Výsledky
- Q Přímý postup po splnění kvalifikačního limitu
- q Dodatečný postup pro doplnění počtu účastníků finále na 12
- DNS Nestartovala
- DNF Nedokončila
- DSQ Diskvalifikována
- NM Žádný platný pokus
- x Neplatný pokus
- PB osobní rekord
- SB nejlepší výkon sezóny
- NR národní rekord
- CR kontinentální rekord
- OR olympijský rekord
- WR světový rekord

### Kvalifikace
Kvalifikační limit byl stanoven na 1,94 m. Na každé postupné výšce měly účastnice tři pokusy. Kvalifikační výšku úspěšně překonalo 17 skokanek, které si tímto výkonem zajistily postup do finále.
| Poř. | Skupina | Skokanka                      | Země                   | 1,80 | 1,85 | 1,89 | 1,92 | 1,94 | vVýsledek | Pozn. |
| ---- | ------- | ----------------------------- | ---------------------- | ---- | ---- | ---- | ---- | ---- | --------- | ----- |
| 1    | B       | Ruth Beitiaová                | Španělsko              | –    | o    | o    | o    | o    | 1,94      | Q     |
| 1    | A       | Chaunté Loweová               | Spojené státy americké | o    | o    | o    | o    | o    | 1,94      | Q     |
| 1    | B       | Inika McPhersonová            | Spojené státy americké | –    | o    | –    | o    | o    | 1,94      | Q, SB |
| 1    | B       | Světlana Radzivilová          | Uzbekistán             | o    | o    | o    | o    | o    | 1,94      | Q     |
| 1    | A       | Levern Spencerová             | Svatá Lucie            | o    | o    | o    | o    | o    | 1,94      | Q     |
| 1    | B       | Blanka Vlašičová              | Chorvatsko             | –    | o    | o    | o    | o    | 1,94      | Q     |
| 7    | B       | Sofie Skoogová                | Švédsko                | o    | o    | xo   | o    | o    | 1,94      | Q, PB |
| 7    | B       | Alessia Trostová              | Itálie                 | o    | o    | xo   | o    | o    | 1,94      | Q     |
| 9    | A       | Mirela Demirevová             | Bulharsko              | o    | o    | o    | xxo  | o    | 1,94      | Q     |
| 9    | B       | Kamila Lićwinková             | Polsko                 | –    | o    | xo   | xo   | o    | 1,94      | Q     |
| 11   | B       | Airinė Palšytė                | Litva                  | o    | o    | o    | xo   | xo   | 1,94      | Q     |
| 12   | B       | Marie-Laurence Jungfleischová | Německo                | o    | o    | o    | xxo  | xo   | 1,94      | Q     |
| 13   | A       | Iryna Geraščenková            | Ukrajina               | o    | o    | o    | o    | xxo  | 1,94      | Q, SB |
| 14   | B       | Alyxandria Treasureová        | Kanada                 | o    | o    | o    | xo   | xxo  | 1,94      | Q, PB |
| 15   | A       | Vashti Cunninghamová          | Spojené státy americké | –    | o    | xo   | xo   | xxo  | 1,94      | Q     |
| 15   | A       | Morgan Lakeová                | Velká Británie         | o    | o    | o    | xxo  | xxo  | 1.94      | Q, PB |
| 15   | A       | Desirée Rossitová             | Itálie                 | o    | o    | xxo  | o    | xxo  | 1,94      | Q     |
| 18   | A       | Michaela Hrubá                | Česko                  | o    | o    | o    | o    | xxx  | 1,92      |       |
| 19   | A       | Julija Levčenková             | Ukrajina               | o    | o    | xo   | o    | xxx  | 1,92      |       |
| 20   | A       | Nadija Dusanovová             | Uzbekistán             | o    | o    | xo   | xo   | xxx  | 1,92      |       |
| 21   | A       | Maruša Cernjulová             | Slovinsko              | o    | o    | o    | xxo  | xxx  | 1,92      |       |
| 22   | B       | Oxana Okuněvová               | Ukrajina               | o    | o    | o    | xxx  |      | 1,89      |       |
| 22   | A       | Eleanor Pattersonová          | Austrálie              | –    | o    | o    | xxx  |      | 1,89      |       |
| 22   | A       | Ana Simicová                  | Chorvatsko             | –    | o    | o    | xxx  |      | 1,89      |       |
| 25   | B       | Jeanelle Scheperová           | Svatá Lucie            | xo   | o    | o    | xxx  |      | 1,89      |       |
| 26   | B       | Linda Sandblomová             | Finsko                 | o    | xo   | xo   | xxx  |      | 1,89      |       |
| 27   | A       | Doreen Amata                  | Nigérie                | o    | xxo  | xo   | xxx  |      | 1,89      |       |
| 28   | A       | Priscilla Fredericková        | Antigua a Barbuda      | o    | xxo  | xxo  | xxx  |      | 1,89      |       |
| 29   | A       | Erika Kinseyová               | Švédsko                | o    | o    | xxx  |      |      | 1,85      |       |
| 29   | B       | Lissa Labicheová              | Seychely               | o    | o    | xxx  |      |      | 1,85      |       |
| 31   | A       | Akela Jonesová                | Barbados               | o    | xo   | xxx  |      |      | 1,85      |       |
| 32   | B       | Tonje Angelsenivá             | Norsko                 | xo   | xxx  |      |      |      | 1,80      |       |
| 32   | A       | Leontia Kallenouová           | Kypr                   | xo   | xxx  |      |      |      | 1,80      | SB    |
| 32   | A       | Valentina Ljašenková          | Gruzie                 | xo   | xxx  |      |      |      | 1,80      |       |
| 32   | B       | Barbara Szaboová              | Maďarsko               | xo   | xxx  |      |      |      | 1,80      |       |
| –    | B       | Nafissatou Thiamová           | Belgie                 |      |      |      |      |      | DNS       |       |

### Finále
Ve finále na medaili stačilo překonat výšku 1,97 m. Laťku ve výšce 2,00 m žádná ze skokanek nepřekonala. Kuriozitou tak je, že výkon vítězky 1,97 m je horší než výkon nejlepších závodnic ze soutěže sedmibojařek. Hned dvě sedmibojařky, Belgičanka Nafissatou Thiamová (pozdější zlatá medailistka) a Britka Katarina Johnsonová-Thompsonová totiž v rámci své soutěže překonaly laťku ve výšce 1,98 m. Thiamová byla přihlášena i do soutěže ve skoku do výšky, do kvalifikace ale nenastoupila (viz výše).
| Poř.             | Skokan                        | Země                   | 1,88 | 1,93 | 1,97 | 2,00 | Výsledek | Pozn. |
| ---------------- | ----------------------------- | ---------------------- | ---- | ---- | ---- | ---- | -------- | ----- |
| Zlatá medaile    | Ruth Beitiaová                | Španělsko              | o    | o    | o    | xxx  | 1,97     |       |
| Stříbrná medaile | Mirela Demirevová             | Bulharsko              | xo   | o    | o    | xxx  | 1,97     | PB    |
| Bronzová medaile | Blanka Vlašičová              | Chorvatsko             | xo   | xo   | xo   | xxx  | 1,97     | SB    |
| 4                | Chaunté Loweová               | Spojené státy americké | o    | o    | xxo  | xxx  | 1,97     |       |
| 5                | Alessia Trostová              | Itálie                 | o    | o    | xxx  |      | 1,93     |       |
| 6                | Levern Spencerová             | Svatá Lucie            | xo   | o    | xxx  |      | 1,93     |       |
| 7                | Sofie Skoogová                | Švédsko                | o    | xo   | xxx  |      | 1,93     |       |
| 7                | Marie-Laurence Jungfleischová | Německo                | o    | xo   | xxx  |      | 1,93     |       |
| 9                | Kamila Lićwinková             | Polsko                 | xo   | xo   | xxx  |      | 1,93     |       |
| 10               | Iryna Geraščenková            | Ukrajina               | o    | xxo  | xxx  |      | 1,93     |       |
| 10               | Morgan Lakeová                | Velká Británie         | o    | xxo  | xxx  |      | 1,93     |       |
| 10               | Inika McPhersonová            | Spojené státy americké | o    | xxo  | xxx  |      | 1,93     |       |
| 13               | Airinė Palšytė                | Litva                  | o    | xxx  |      |      | 1,88     |       |
| 13               | Světlana Radzivilová          | Uzbekistán             | o    | xxx  |      |      | 1,88     |       |
| 13               | Vashti Cunninghamová          | Spojené státy americké | o    | xxx  |      |      | 1,88     |       |
| 16               | Desirée Rossitová             | Itálie                 | xo   | xxx  |      |      | 1,88     |       |
| 17               | Alyxandria Treasure           | Kanada                 | xxo  | xxx  |      |      | 1,88     |       |